# Hazza
Hazza (arab. ‏حزة‎) – miasto w Syrii, w muhafazie Damaszek. W 2004 roku liczyło 9293 mieszkańców.